# Nozizwe Madlala-Routledge

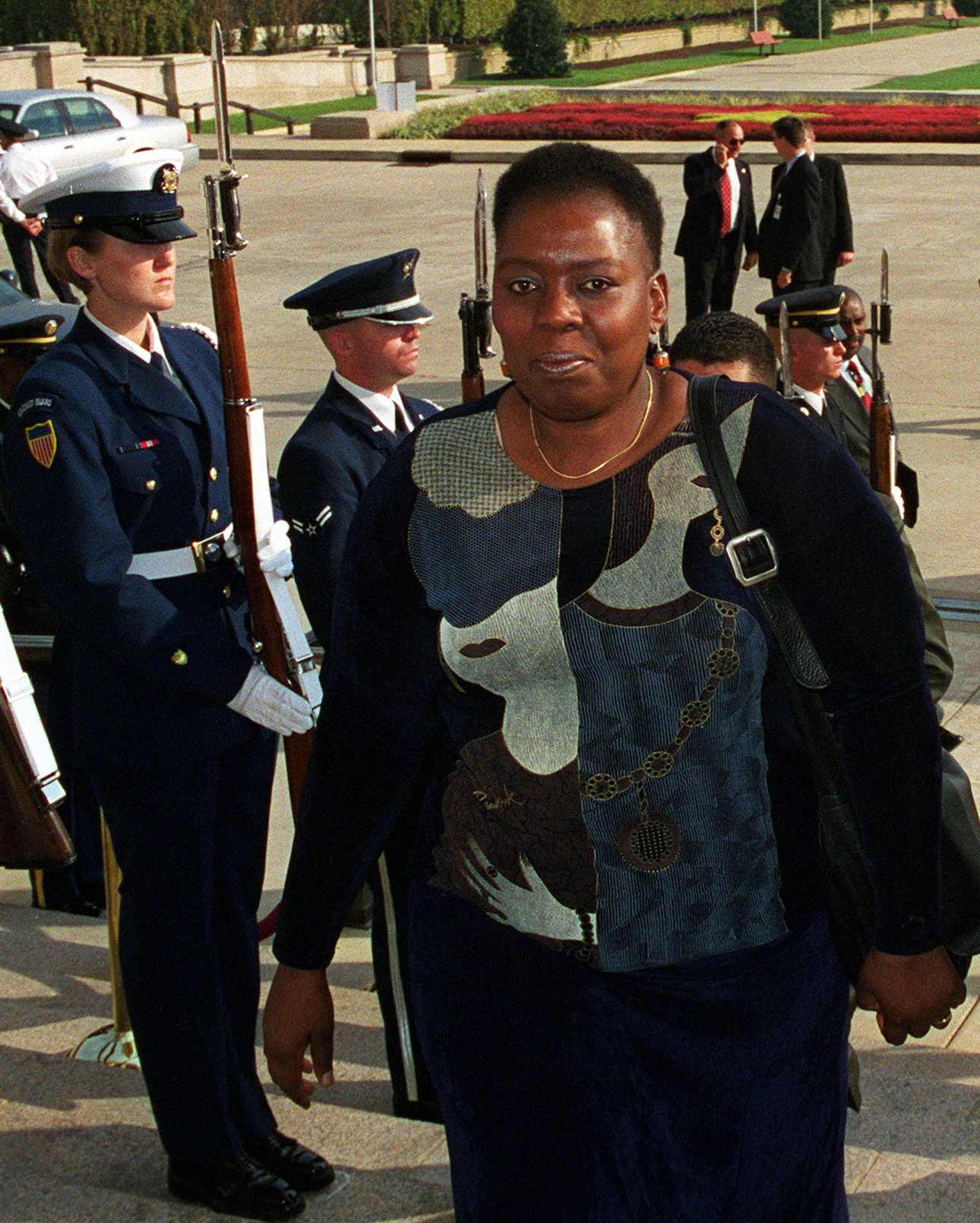
Wiceminister obrony Republiki Południowej Afryki Nozizwe Madlala-Routledge przechodzi przez kordon honorowy do Pentagonu 16 października 2000 r.

Nozizwe Madlala-Routledge (ur. 29 czerwca 1952 w KwaZulu-Natal) – południowoafrykańska polityk, wieloletnia minister i parlamentarzystka, od 2008 wiceprzewodnicząca Zgromadzenia Narodowego Południowej Afryki.
Kształciła się w szkołach Magog, Fairview i Inanda, ukończyła szkołę średnią dla dziewcząt w Durbanie. Studiowała nauki społeczne (socjologię i filozofię) na Uniwersytecie Natal i Fort Hare. Posiada dyplomy z zakresu edukacji dla dorosłych oraz technologii medycznej.
W 1984 przystąpiła do Komunistycznej Partii Południowej Afryki. Po zalegalizowaniu Afrykańskiego Kongresu Narodowego w 1990 znalazła się wśród jego członków (wcześniej działała w organizacji podziemnej ugrupowania w Natalu). W 1994 zasiadła po raz pierwszy w Zgromadzeniu Narodowym RPA – mandat odnowiła w latach 1999 i 2004. Od 1999 do 2004 pełniła obowiązki wiceminister obrony narodowej. W 2004 została mianowana wiceministrem zdrowia, jednak w sierpniu 2007 otrzymała dymisję z tego stanowiska. Według spekulacji prasowych zadecydowała o tym jej krytyczna postawa wobec polityki rządu negującego pandemię AIDS. Od 2008 jest wiceprzewodniczącą Zgromadzenia Narodowego RPA. Stoi na czele parlamentarnej grupy kobiet.
Jest zamężna z Jeremym, mają razem dwóch synów. Należy do Stowarzyszenia Religijnego Przyjaciół (Kwakrów). Od 1994 zamieszkuje w Kapsztadzie.